# Tipula (Eumicrotipula) resplendens
Tipula (Eumicrotipula) resplendens is een tweevleugelige uit de familie langpootmuggen (Tipulidae). De soort komt voor in het Neotropisch gebied.